# Monster Jam
Monster Jam – to konkurencja bardzo popularna w USA. Właśnie ze Stanów Zjednoczonych pochodzą tak znane teamy jak:
„Grave Digger”, „Madusa” czy „Destroyer”.
Zawodnicy biorą udział w dwóch konkurencjach:
- wyścig – jazda po specjalnie przygotowanych przeszkodach (np. samochodach) i pagórkach.
- freestyle (styl dowolny) – w tej konkurencji uczestnicy mogą pokazać co potrafią ich monster trucki oraz zaprezentować

swoje umiejętności w prowadzeniu ciężarówki; polega to na wyskakiwaniu z przeszkód (przede wszystkim z górek) i miażdżeniu 
wcześniej przygotowanych samochodów.; w tej konkurencji zawodnicy mają ograniczony czas 90 sek. plus dodatkowe 30 sek. 
na zaprezentowanie specjalnych numerów.
Monster Jam jest bardzo widowiskową imprezą, na którą warto przyjść z całą rodziną.
Pozostałe trucki:
- „Maximum Destruction”,
- „King Krunch”,
- „Jurassic Attack”,
- „El Toro Loco”,
- „Cowboy”,
- „Pouncer”,
- „Monster Mutt”,
- „Donkey Kong”,
- „Batman”,
- „Avenger”,
- „Prowler”,
- „Black Stallion”,
- „Reptoid”,
- „Rambo”,
- „Predator”,
- „Power Forward”,
- „Capitan's Cruse”,
- „TMNT”,
- „Superman”,
- „Taz”,
- „Backwards Bob”.

## Monster Jam w Polsce
W Polsce jest jeden profesjonalny team Monster Jam pod nazwą VERVA, którego sponsoruje polska firma PKN Orlen, lecz ten sport nie jest nadal tak popularny jak w USA, mimo niewątpliwych emocji, których dostarcza widzom na wielotysięcznych stadionach. Niemniej nie przeszkodziło to na podjęcie przez PKN Orlen odważnej inicjatywy jaką jest organizacja zawodów Monster Jam. Zawody te odbyły się 30 maja 2009 roku na Stadionie Śląskim w Chorzowie w ramach ogólnoświatowego cyklu zawodów Monster Jam i to właśnie tam pierwszy raz wystartował monster VERVA. Monster VERVA doskonale radził sobie podczas zawodów w konkurencji freestyle, ostatecznie zwyciężył GRAVE DIGGER.

## Mistrzowie Świata
| Rok  | Wyścigi                          | Jazda Dowolna                                                                                 |
| ---- | -------------------------------- | --------------------------------------------------------------------------------------------- |
| 2000 | Tom Meents – Goldoberg           | Dennis Anderson – Grave Digger                                                                |
| 2001 | Tom Meents – Goldoberg           | Tom Meents – Goldoberg                                                                        |
| 2002 | Tom Meents – Team Meents         | Tom Meents – Team Meents                                                                      |
| 2003 | Jim Koehler – Avenger            | Brian Barthel – Wolverine                                                                     |
| 2004 | Dennis Anderson – Grave Digger   | Tom Meents – Maximum Destruction, Debra Miceli[Madusa] – Madusa, and Lupe Soza – El Toro Loco |
| 2005 | Debra Miceli – Madusa            | Jimmy Creten – Bounty Hunter                                                                  |
| 2006 | Dennis Anderson – Grave Digger   | Tom Meents – Maximum Destruction                                                              |
| 2007 | John Seasock – Batman            | Pablo Huffaker – Captain's Curse                                                              |
| 2008 | John Seasock – Batman            | Adam Anderson – Taz                                                                           |
| 2009 | Tom Meents – Maximum Destruction | Demon Bratschaw – U.S.Air Force Afterburner                                                   |
| 2010 | Dennis Anderson – Grave Digger   | Charlie Pauken – Monster Mutt                                                                 |